# Banda Neira
Banda Neira is een Indonesisch eiland van vulkanische oorsprong in de Molukken, onderdeel van de Banda-eilanden, gelegen centraal in de Bandazee. Het eiland behoort tot de provincie Maluku.
Banda Neira is het hoofdeiland van de eilandengroep waarop ook in het zuiden van het eiland de gelijknamige nederzetting met circa 7.000 inwoners is gelegen. Het eiland en de stad draagt overal de sporen van de geschiedenis onder het bewind van de Vereenigde Oostindische Compagnie. Het gerestaureerde Fort Belgica uit 1611 bevindt zich op het eiland. Aan de bouw van Fort Belgica was deze van Fort Nassau, twee jaar eerder in 1609, voorafgegaan. Van 1609 tot 1798 was Banda Neira het centrum van het Nederlands Gouvernement Banda-eilanden. Banda Neira was ooit het wereldcentrum van de handel in muskaatnoot.
De Papenberg is met 250 meter hoogte het hoogste punt van het 3 km² grote eiland, dat een lengte heeft van 3,3 km en een breedte van 1,3 km. Ten westen van het eiland bevindt zich het vulkaaneiland Banda Api. Ten zuiden bevindt zich het grootste eiland van de archipel, Banda Besar.
Op Banda Neira is een kleine luchthaven aangelegd met een enkele landingsbaan waarvoor het eiland zelfs kunstmatig werd verbreed.